# محاصره قلعه قره‌باغ
محاصرهٔ قلعهٔ قره‌باغ، محاصرهٔ قلعهٔ شوشی، شوشا یا قلعهٔ پناه‌آباد نبردی بود که در سال ۱۱۷۳ خورشیدی (۱۷۹۵ میلادی) و میان ابراهیم خلیل‌خان جوانشیر حاکم قره‌باغ و آغامحمد خان قاجار شاه ایران روی داد. این نبرد پس از عقب‌نشینی حاکم قره‌باغ به داخل قلعه با آشتی و پیمان‌نامه به پایان رسید. پس از این نبرد شاه ایران به گرجستان حمله کرد و در جنگ کرتسانیسی تفلیس را پس گرفت و به خاک ایران بازگرداند.
ابراهیم خلیل‌خان جوانشیر پسر پناه‌خان والی قره‌باغ بود. آغا محمدخان پس از فتح کرمان وی را به تهران احضار کرد ولی وی نیامد و نمایندهٔ خود (پسرعمویش عبدالصمدبیگ) را فرستاد. پس از آن هر هنگام آغا محمدخان وی را به تهران می‌خواند وی به بهانه‌های مختلف از دستور وی سرپیچی می‌کرد. آغا محمد خان سرانجام تصمیم گرفت وی را سرکوب کند و در سال ۱۱۷۳ خورشیدی (۱۷۹۵ میلادی) به قره‌باغ لشکر کشید.

## شرح نبرد
آغا محمدخان پس از گذشتن از رود ارس وارد قره‌باغ شد. از آن سوی هم ابراهیم خلیل‌خان جوانشیر برای مقابله با وی با ده هزار سوار از قلعهٔ قره‌باغ (قلعه شوشی) بیرون آمد و با آغا محمدخان درگیر شد. پس از آن ابراهیم خلیل‌خان جوانشیر به قلعهٔ قره‌باغ عقب‌نشینی کرد و آغا محمدخان قلعه را محاصره کرد. آغا محمدخان به علت نداشتن توپ‌های قلعه‌کوب و در سر داشتن حمله به هراکلیوس دوم (یا اراکلی‌خان، حاکم گرجستان) نتوانست قلعه را فتح کند. شاه ایران پس از نامه‌نگاری با ابراهیم خلیل‌خان جوانشیر با وی مصالحه کرد و از وی قول گرفت شخصاً برای اطاعت به تهران بیاید.